# Древнеримский флот

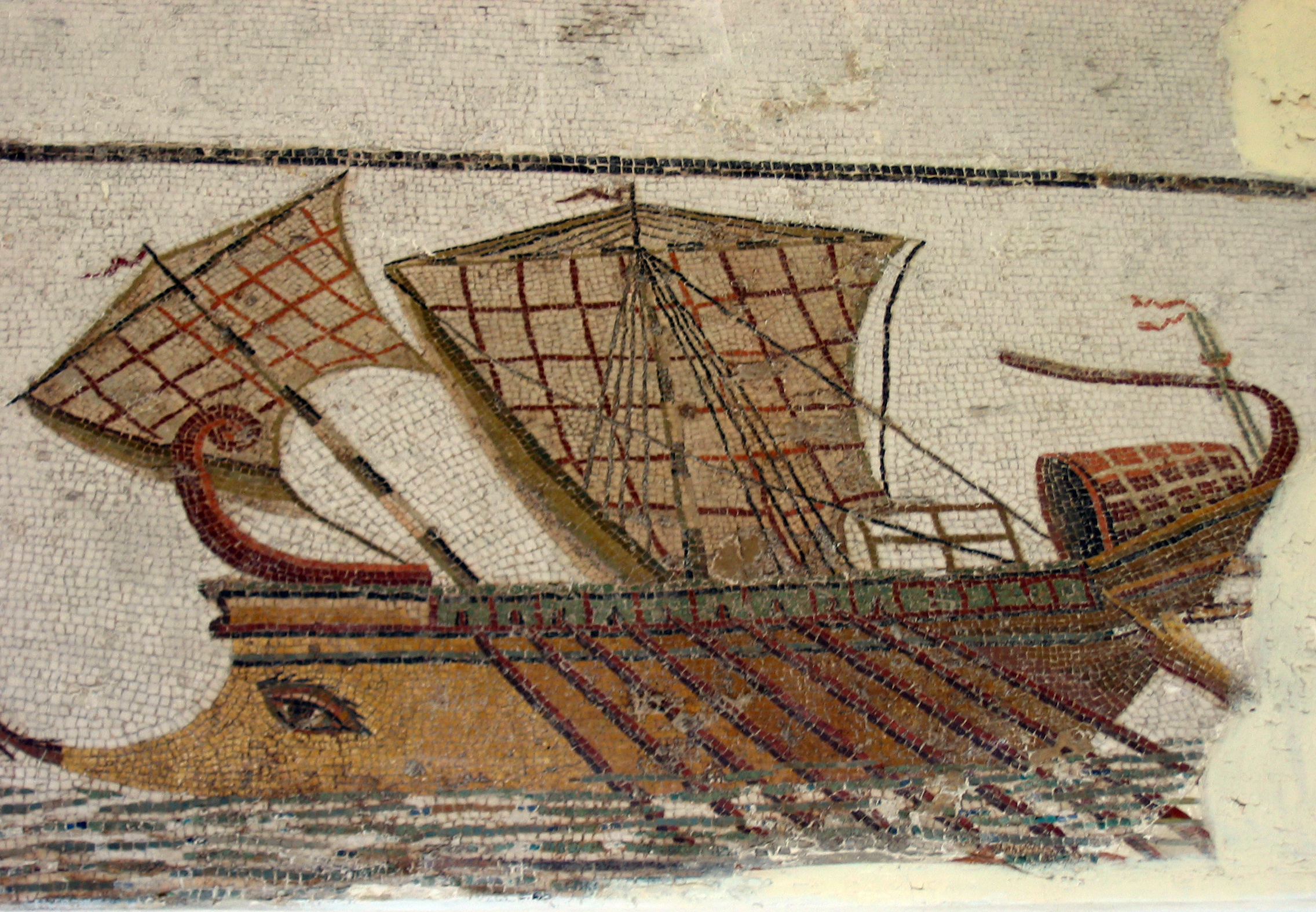
Трирема. Фрагмент мозаики римской виллы. Археологический музей Эль-Джема, Тунис

Ри́мский флот (лат. classis Romana) стал вершиной развития античных военно-морских сил. Не изобретая ничего принципиально нового, он вобрал в себя лучшие достижения покорённых народов, логически завершив и подытожив развитие морского дела в античности.

Римский народ всегда имел наготове флот ради славы, пользы и величия своего государства, а не вследствие необходимости при каком-нибудь волнении; именно для того чтобы никогда не было такой необходимости, он всегда имел флот в готовности. Ведь никто не решается вызывать на войну или наносить обиду тому царству или народу, который, как он знает, может быстро оказать сопротивление и наказать за эту смелость.
— Флавий Вегеций Ренат. Краткое изложение военного дела, IV, 31.
История боевых традиций римского флота начинается в V веке до н. э. Первый случай применения римлянами боевых кораблей описывается Титом Ливием и относится к 426 году до н. э. — временам войны с Вейями. Имеется в виду битва у Фаден. Сам Ливий считает, что речь здесь шла о нескольких судёнышках, но это первое чёткое упоминание о боевых действиях римских кораблей.
Конструктивно римские корабли практически не отличаются от финикийских и греческих. Но появляются и изменения. Корабли становятся больше, на них появляется артиллерия (лат. tormenta), штурмовые трапы-«вороны» (лат. corvus), боевые башни и постоянный отряд морской пехоты (лат. manipularii или лат. liburnarii).

## Классификация

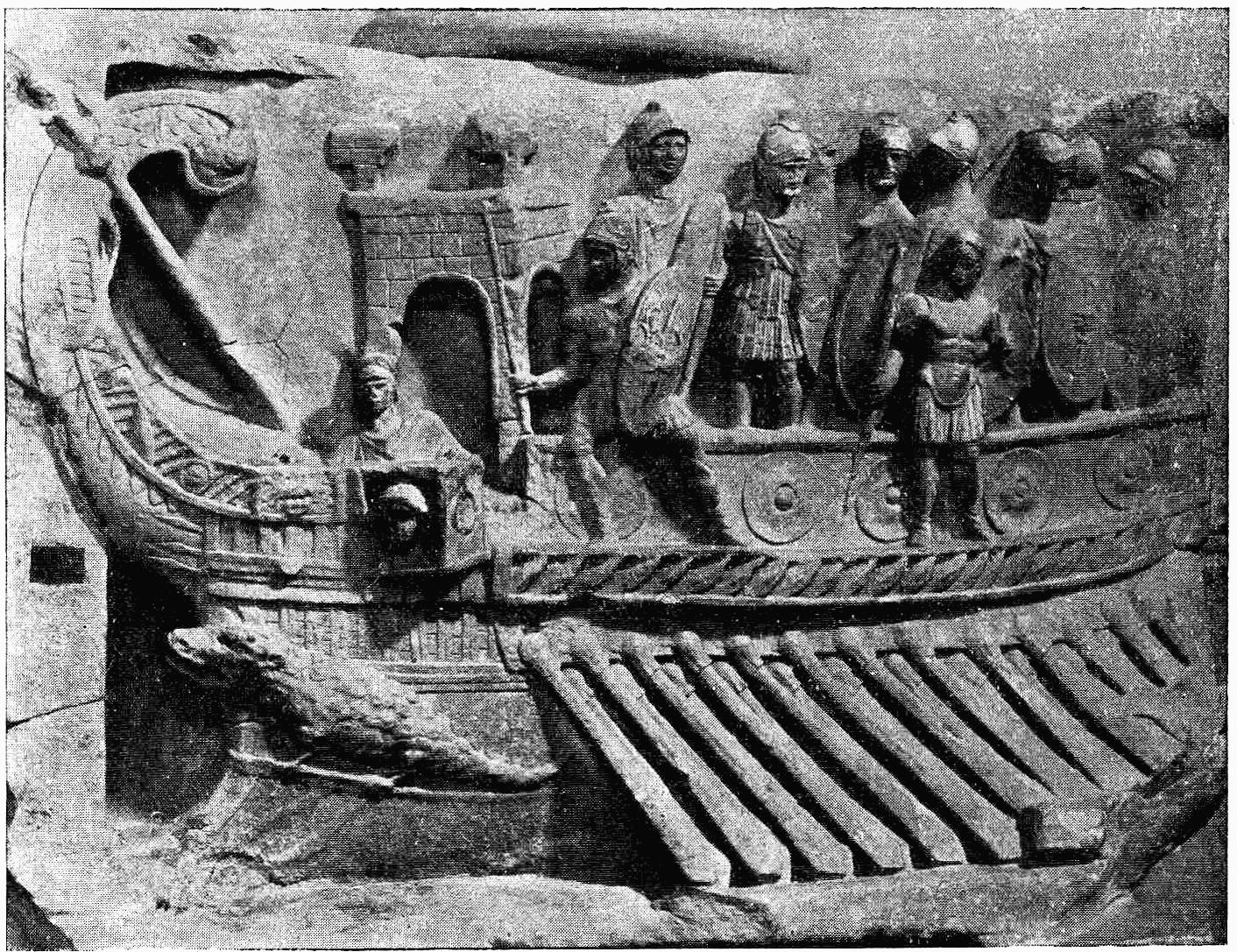
Римская бирема на рельефре из храма Фортуны Примигении в Пренесте (около 120 года до н. э.)

### По решаемым задачам
- Боевые корабли назывались naves longae, «длинные корабли», за счёт своих сравнительно узких корпусов, выдерживающих пропорцию ширины к длине 1:6 и больше. Боевые корабли делились по наличию тарана на naves rostrae (с тараном) и все прочие, «просто» корабли.
- Транспортные (naves rotundae, «круглые корабли»).

### По наличию палубы
- Открытые, naves apertae (греч. афракты)
- Закрытые (крытые палубные суда), naves constratae (греч. катафракты)

### По оснащению вёслами и схеме рассадки гребцов
- Униремы (греч. монеры)
- Биремы (греч. диеры)
- Триремы (греч. триеры)
- Квадриремы (греч. тетреры)
- Квинквиремы (греч. пентеры)
- Сексеры, или сексиремы (греч. гексеры)

и другие.

## Особенности конструкции

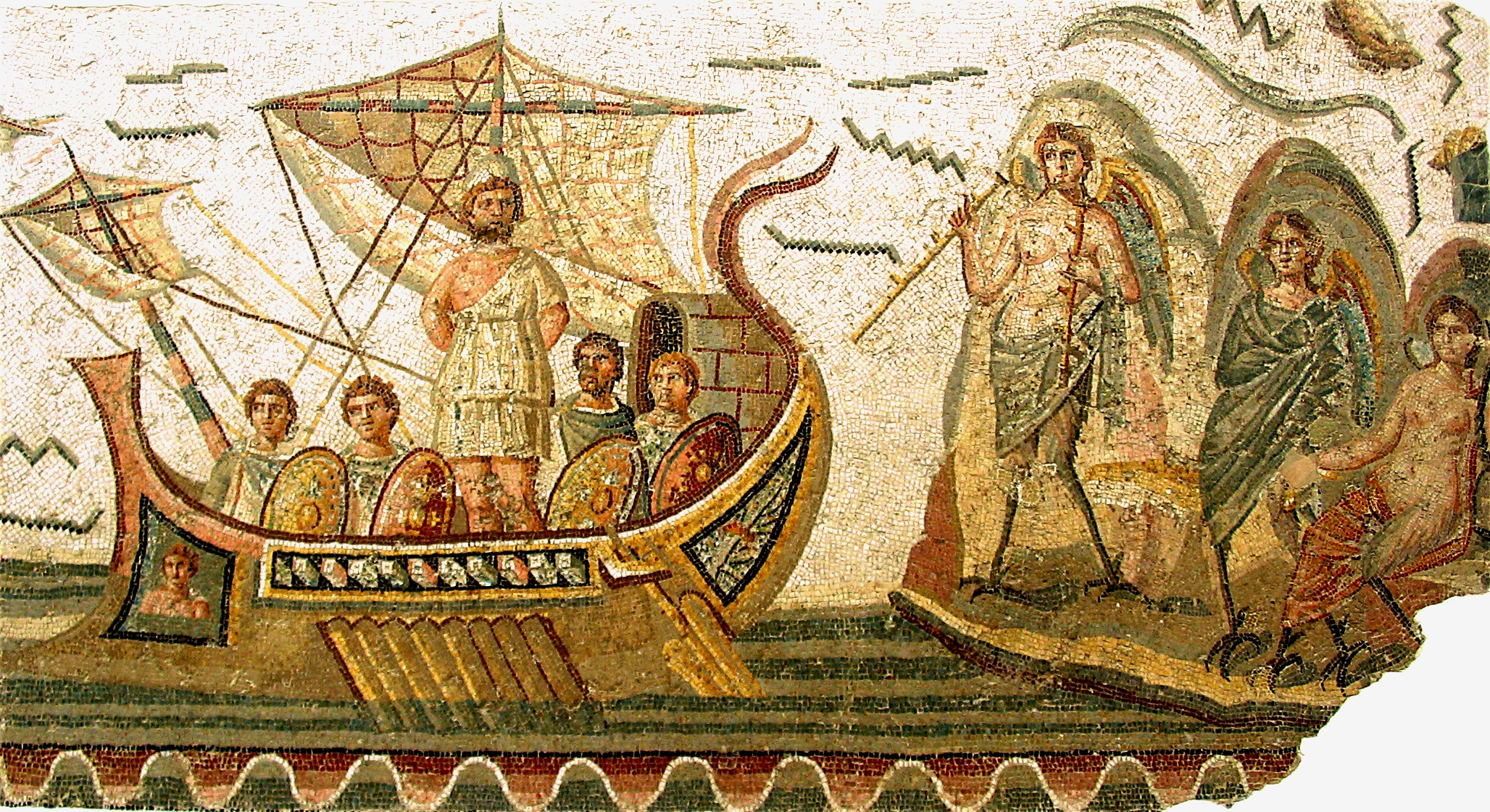
Военный корабль с римской мозаики на сюжет из «Одиссеи». II в. н. э. Национальный музей Карфагена (Тунис)

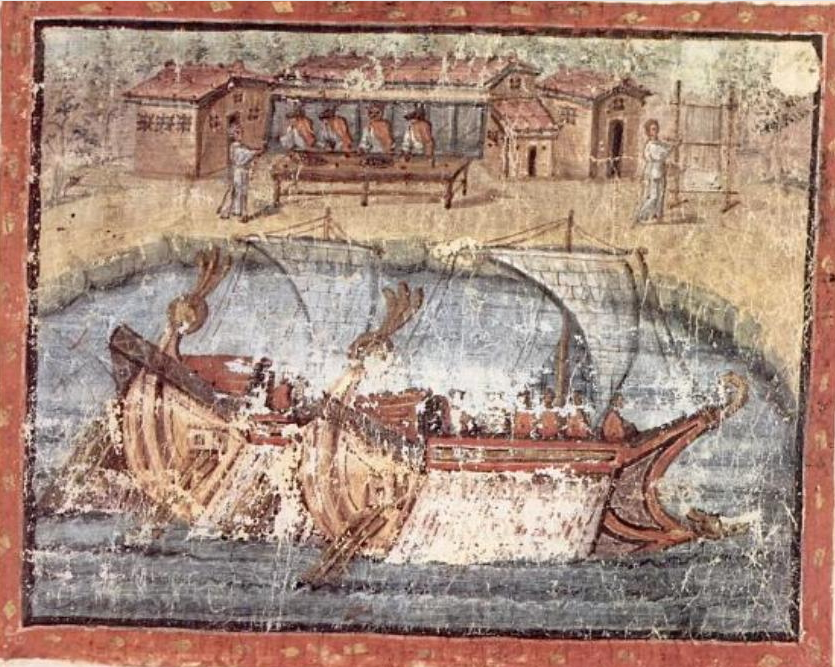
Римские парусно-гребные суда. Миниатюра из рукописи «Ватиканский Вергилий». Кон. IV в. н. э. Ватиканская библиотека

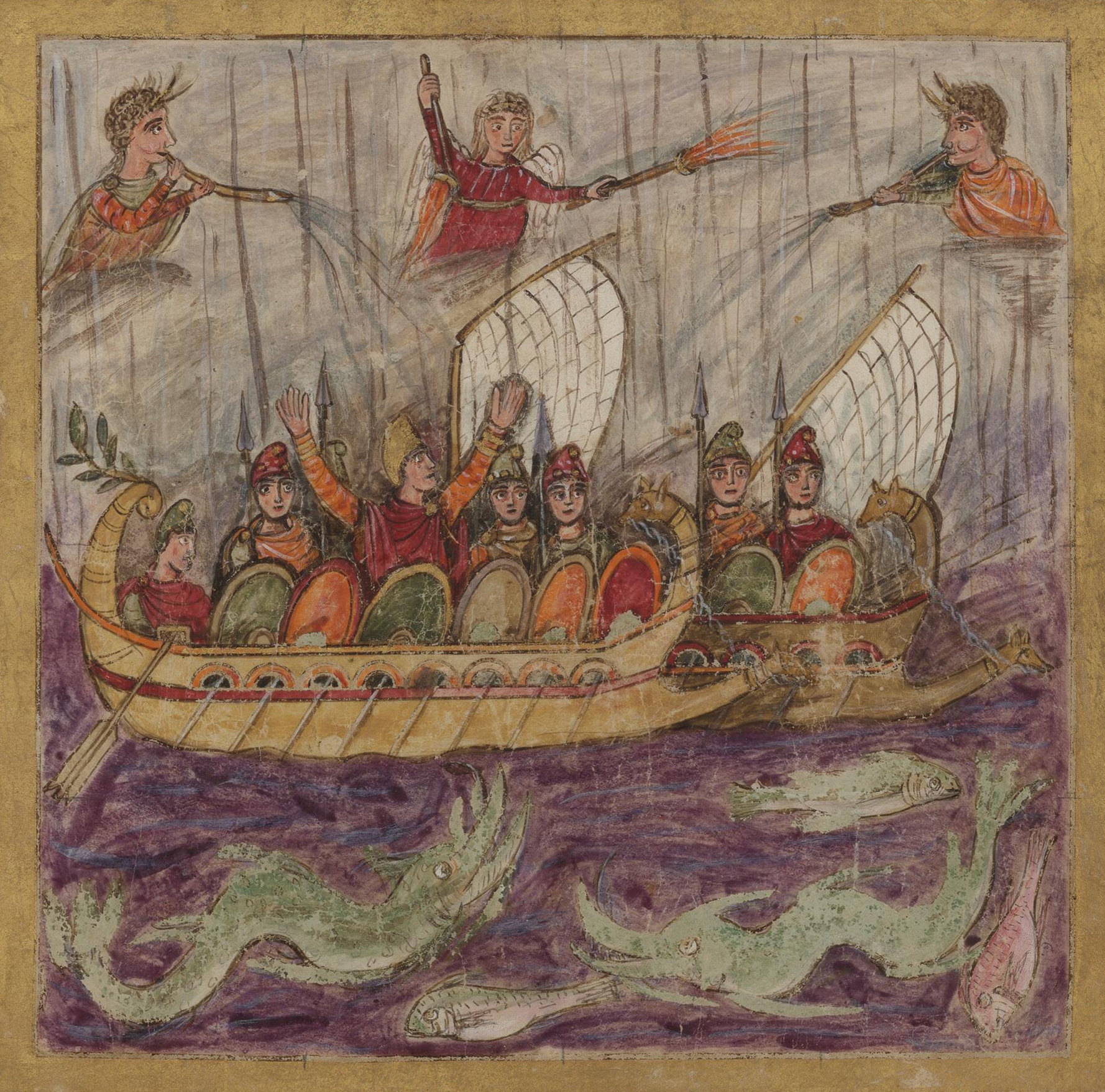
Римские корабли. Миниатюра из рукописи Vergilius Romanus. V в. н.э. Ватиканская библиотека

Римские корабли были в среднем больше аналогичных по классу греческих или карфагенских. Большие корабли иногда бронировались бронзовыми пластинами. Они имели съёмные мачты (до трёх на квинквиремах и гексерах), которые устанавливались при попутном ветре. Перед боем мачты убирались, а паруса скатывались и складывались в чехлы, также по бортам вывешивались мокрые воловьи шкуры для защиты от зажигательных снарядов.
Корабли строились быстро (правда, материалы для них заготавливались заранее: древесину необходимо было просушить). За 40—60 дней римляне могли построить квинквирему и полностью ввести её в строй. Этим объясняются внушительные размеры римских флотов во время Пунических войн. По приблизительным подсчетам А. Зорича во время Первой Пунической войны (264—241 до н. э.) римляне ввели в строй более тысячи боевых кораблей первого класса: от триремы до квинквиремы, не считая унирем и бирем. При соблюдении всех технологий корабли служили довольно долго, 25—40 лет.

Либурны делаются главным образом из кипариса, из домашней и дикой сосны и из ели; лучше соединять их медными, чем железными гвоздями. Хотя расход при этом будет несколько значительнее, но так как это прочнее, то это выгодно; ведь железные гвозди быстро разъедает ржавчина от тепла и влаги, медные же и в воде сохраняют свою основную металлическую основу. 35. Особенно нужно обращать внимание на то, чтобы деревья, из которых должны быть выстроены либурны, были срублены между 15 и 22-м числом месяца. Только дерево, срубленное за эти 8 дней, остаётся нетронутым гниением и трухлявостью, срубленное же в другие дни дерево ещё в том же году, источенное изнутри червями, обращается в пыль; это отметили и само искусство кораблестроения и ежедневная практика строителей; это мы познаем из наблюдений над самой религией, так как только в эти дни угодно было навсегда установить праздники. Самое полезное рубить деревья после летнего солнцеповорота, то есть в месяцы июль и август, и во время осеннего равноденствия, (то есть) до январских календ (1 января), ибо в эти месяцы засыхают соки и потому дерево становится более сухим и крепким. Вот чего нужно остерегаться: не распиливать ствол на доски тотчас же после того, как дерево будет срублено, а как только оно будет распилено, не посылать досок на постройку корабля, так как и толстые стволы и уже распиленные доски требуют для большей сухости большого срока времени. Ведь если пускаются в работу сырые материалы, то, когда выходит природный их сок, они ссыхаются и дают очень широкие щели; нет ничего опаснее для плавающих [чем когда доски начинают давать трещины].
— Флавий Вегеций Ренат. Краткое изложение военного дела, IV, 34—36.
Чем тяжелее корабль, тем медленнее и неповоротливее он был. Оптимальными по показателю скорость-мощь были триремы. Их скорость (по расчётам и испытаниям триремы «Олимпия» в 1987 году) составляла 9,3 узла при обоих поднятых или 8,6 узла при полностью погруженных рулях, что было необходимо для быстрого выполнения различных манёвров (хотя многие источники склоняются к мысли, что скорость триеры выше 7 узлов маловероятна). Квинквиремы развивали крейсерскую скорость в 3—4 узла.

## Экипажи

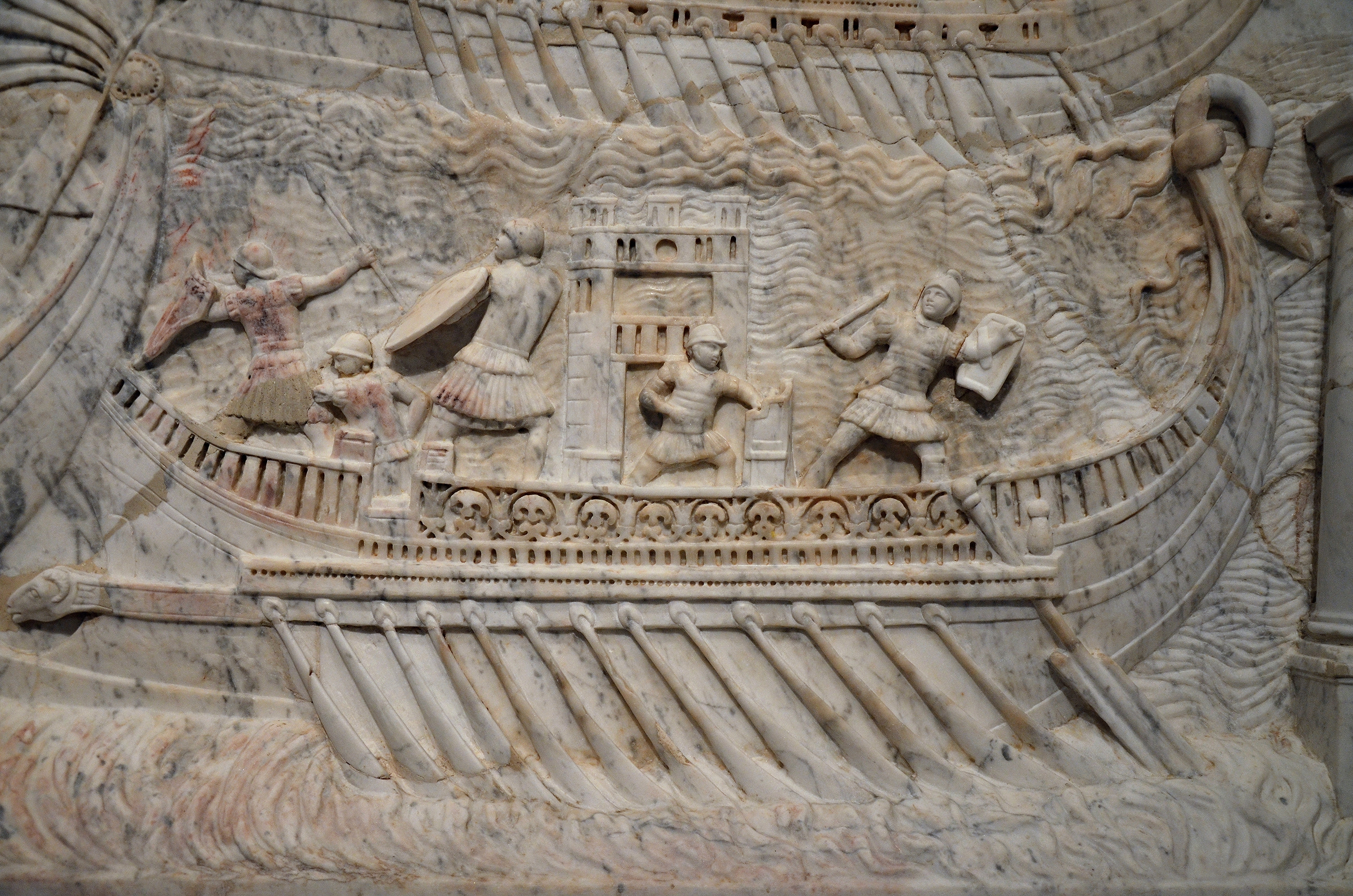
Битва при Акции. Мраморный рельеф из Авеллино эпохи Тиберия

В республиканский период (V—I века до н. э.) экипажи римских кораблей, включая и гребцов, комплектовались вольнонаёмными специалистами. Только во время Второй Пунической войны (218—201 до н. э.) в качестве экстраординарной меры римляне пошли на ограниченное использование во флоте вольноотпущенников. Однако позднее в качестве гребцов начали все шире использовать рабов и пленных.
Экипаж корабля по подобию римской сухопутной армии назывался «центурией». На корабле было два главных должностных лица: капитан («триерарх»), ответственный за собственно плавание и навигацию, и центурион, ответственный за ведение боевых действий. Последний командовал несколькими десятками морских пехотинцев.
Командовали флотом первоначально два «военно-морских дуумвира» (лат. duoviri navales). Впоследствии появились префекты (лат. Praefecti classis) флота, приблизительно эквивалентные по статусу современным адмиралам. Отдельными соединениями от нескольких до нескольких десятков кораблей в реальной боевой обстановке иногда распоряжались сухопутные командиры войск, перевозимых на кораблях данного соединения.

## Тактика действий

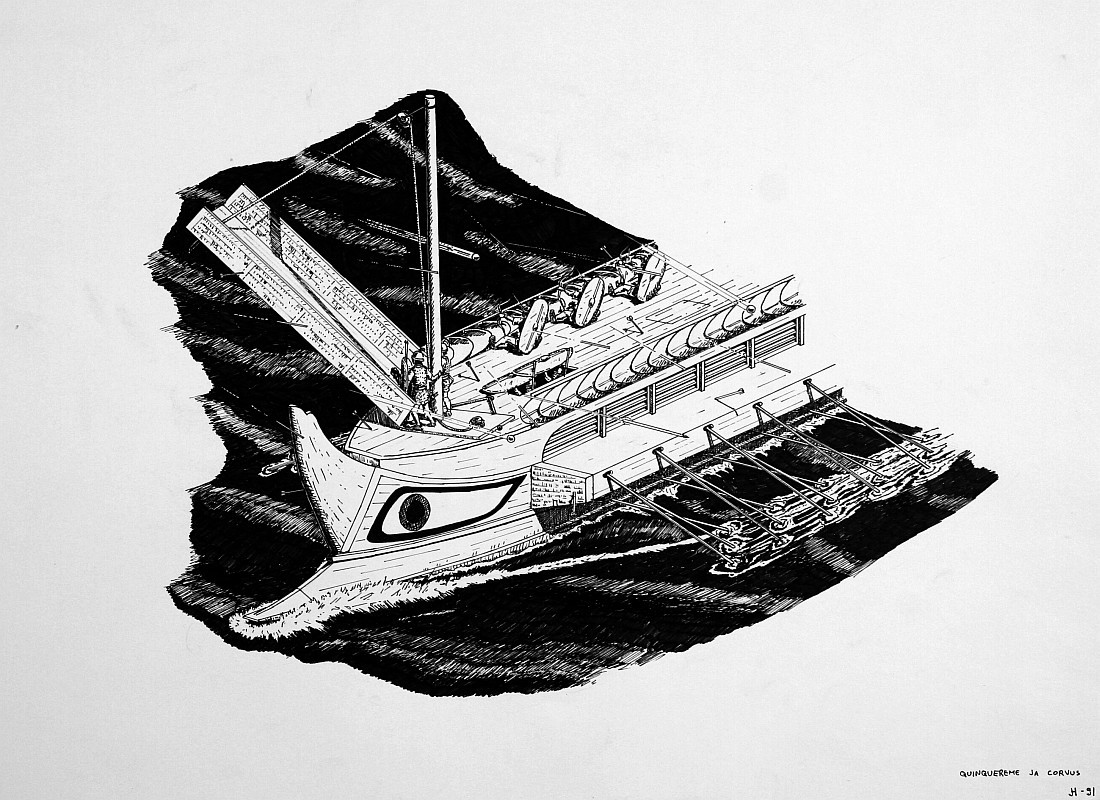
Реконструкция абордажного ворона

Римские боевые корабли (особенно крупные), как и большинство их современников, были приспособлены для ведения прибрежных морских сражений. И плохо были приспособлены для длительных морских походов (слишком большие экипажи). Вечером флот старался пристать к берегу, где гребцы и морские пехотинцы ночевали на берегу в палатках. Это объясняется как и практическим удобством, так и опасностью кораблекрушений. Корабли того времени довольно часто гибли в штормах, во время той же Первой Пунической войны из-за штормов и бурь римляне потеряли по меньшей мере 200 крупных кораблей. Хотя небольшие суда и особенно торговые, с их прекрасной мореходностью, свободно ходили в открытом море: так было быстрее и меньше вероятность встретить пиратов. Основной формой морского боя античности долгое время был таранный бой, с последующим абордажем. Римляне дополнили его абордажной схваткой с помощью штурмового мостика — «ворона». Его изобретение приписывают римлянам во время Первой Пунической войны. Но первым, кто описывал такие конструкции и сам заявлял, что является их изобретателем (причём давал им невысокую оценку, из-за чего они не получили распространения раньше), был Диад Пеллийский — инженер Александра Македонского. Его труды были известны римлянам, и они вполне могли развить эту идею.

Охват (сражение при Акциуме)

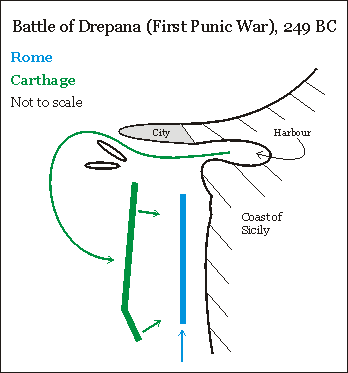
Прижимание к берегу (битва при Дрепане)

Изменение в классический античный морской бой внесли метательные машины. Впервые появившись на кораблях во время греко-персидских войн они постепенно стали одним из основных видов вооружения кораблей. Противники сходились на расстояние дальнобойности метательных машин и, забрасывая друг друга снарядами, начинали сближение, а затем вступали в абордажный бой. В морских сражениях активно использовались луки, пращи, фустибалы, скорпионы, онагры, которые действовали через бойницы в бортах и башнях на более крупных кораблях.
Существовал и ряд любопытных приспособлений и тактических приёмов, например: ассеры (стенобитные балки) и шесты с серпами. Ассером называется тонкая и длинная балка, наподобие реи, висящая на канате; оба края её были обиты железом. К неприятельскому кораблю подходили с борта и эту балку с силой приводили в движение, как таран, и она валила с ног неприятельских воинов и матросов и очень часто пробивала сам корабль. Серпы насаживали на очень длинные шесты и с помощью них резали такелаж на кораблях противника. А с помощью топоров во время боя на лодках специальные группы моряков перерубали крепления рулей противника, что приводило к плохой управляемости в бою.
Широко использовались зажигательные снаряды: горящие стрелы, пропитанные зажигательным маслом (нефтью), обмотанные паклей с серой и асфальтом. Триеры, отлично приспособленные к таранным ударам, постепенно стали сдавать позиции более тяжёлым кораблям — «орудийным платформам» (тетрерам, пентерам, гексерам и т. д.) и мелким (биремам и либурнам), по которым трудно попасть. Устранив к началу новой эры всех своих основных соперников в средиземноморском бассейне, римляне почти полностью переходят на эскадры, состоящие из лёгких и маневренных либурн. С изменением стратегических задач военно-морских соединений меняется в корне и тактика флота. Его основной задачей становится поддержка действий сухопутных войск с моря, разведка (лат. scafae), высадка десантов, борьба с пиратами, охрана торговых судов.
Бой в открытом море советовали производить при построении серпом с выдвинутыми вперед флангами. Это построение позволяет охватить противника при попытке прорыва центра и создает благоприятные условия для его обстрела. На фланги помещаются лучшие корабли и экипажи.

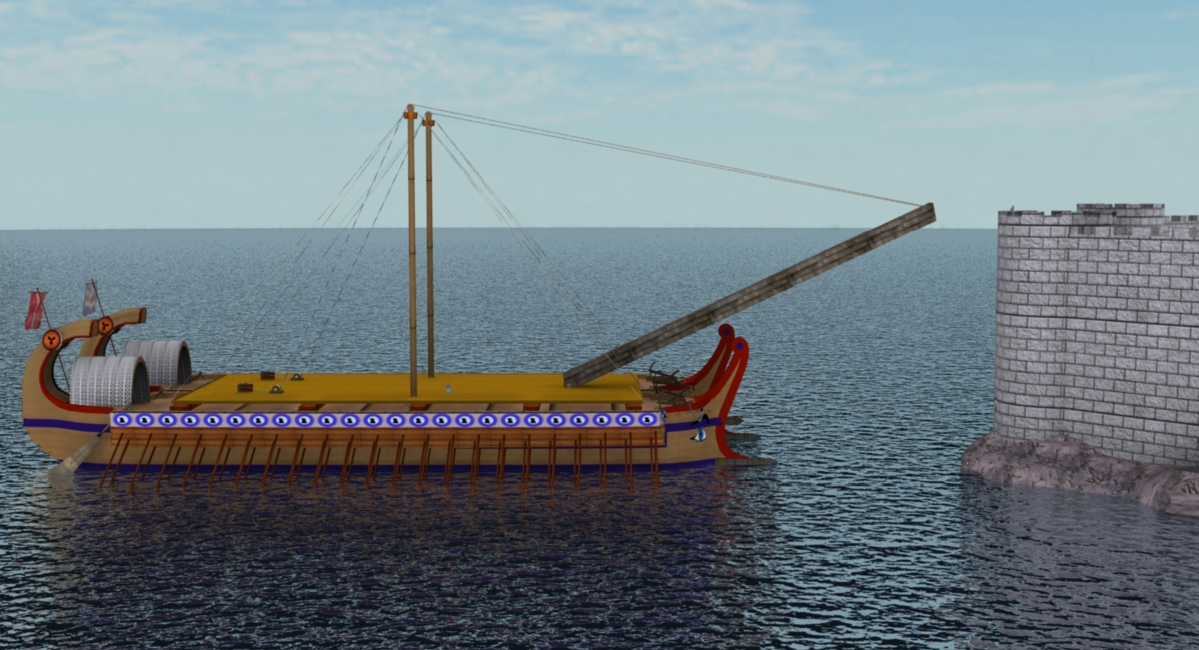
Реконструкция самбуки

Благоприятным для начала атаки кораблей противника временем считалось когда матросы врагов утомлены долгой греблей, если на них дует противный ветер, если волны идут против хода их корабля, если враги спят, если стоянка, которую они занимают, не имеет другого выхода. Кроме того считалось полезным, чтобы свой флот всегда стоял со стороны свободного глубокого моря, а флот неприятельский был прижат к берегу, так как те, которые оттеснены к берегу, теряют возможность стремительного нападения. Хорошим приёмом считались засады поблизости от удобных для этой цели узких проходов у островов.
Использовали римляне военные корабли и для осад и штурмов городов на побережье. Кроме метательных машин использовались и штурмовые устройства, называемые «самбука» (из-за сходства с одноимённым музыкальным инструментом), позволявшие осаждающим взбираться на неприятельскую стену. Самбука спускалась на стену при помощи канатов, пропускавшихся через блок, укреплённый на вертикальной мачте. Марк Клавдий Марцелл в ходе Второй Пунической войны, действуя на Сицилии, применял разновидность самбуки с кораблей. Атака на Сиракузы с моря оказалась неудачной благодаря машинам Архимеда.

## Крупнейшие морские сражения

### Завоевание Италии
- Тарентский инцидент (осень 282 года до н. э.)

### Первая Пуническая война
- Битва при Липарских островах (260 год до н. э.)
- Битва при Милах (260 год до н. э.)
- Битва при Тиндарисе (257 год до н. э.)
- Битва при мысе Экном (256 год до н. э.)
- Битва при Дрепане (249 год до н. э.)
- Битва при Эгатских островах (10 марта 241 года до н. э.)

### Вторая Пуническая война
- Битва при Эбро (весна 217 года до н. э.)

### Гражданские войны
- Сражение при Акциуме (2 сентября 31 года до н. э.)
- Битва у Геллеспонта (июль 324 года)

## Морская торговля
Морская торговля в Римской империи осуществлялась не только между провинциями, но и выходила далеко за пределы государства, достигая Индии, с которой она издавна велась через египетские порты Красного моря, и Китая, с которым она осуществлялась в основном через посредников по Шелковому пути. Если время начала торговых сношений с Индостаном определить затруднительно, то в отношении Китая учёные уверенно называют I век до н. э., времена императора У-ди, когда римляне узнали о шёлке. 
В настоящее время известно свыше 40 монет Восточной Римской империи, найденных в древних китайских городах, в основном портовых. Значительно более многочисленны находки римских монет в Индии, в частности, в Телличерри и др. городах Малабарского берега, а также на острове Цейлон. Уже к 1928 году одних только монет Августа там найдено было 457, а времён Тиберия — 1007.
Две бронзовые римские монеты эпохи императора Константина I (306—337 гг. н. э.) обнаружены в японском средневековом замке Кацурэн на острове Окинава, функционировавшем в XIII—XV веках, однако неясно, попали ли они туда в древности, или же оказались там значительно позже.
Это же касается нескольких римских монет, датируемых правлением Марка Аврелия, Проба и Диоклетиана (II—III века н. э), обнаруженных в Исландии. 

## Крупнейшие порты
- Мизен (современный Мизено)
- Классис (современная Равенна)
- Александрия
- Лептис Магна
- Остия
- Могонциак (современный Майнц)
- Гезориак (современная Булонь-сюр-Мер)